# Cyril A. Grob
Cyril A. Grob (* 12. März 1917 in Streatham, heute zu London; † 15. Dezember 2003 in Basel) war ein Schweizer Chemiker und Hochschullehrer. Die von ihm mechanistisch untersuchte Grob-Fragmentierung trägt seinen Namen.

## Biografie

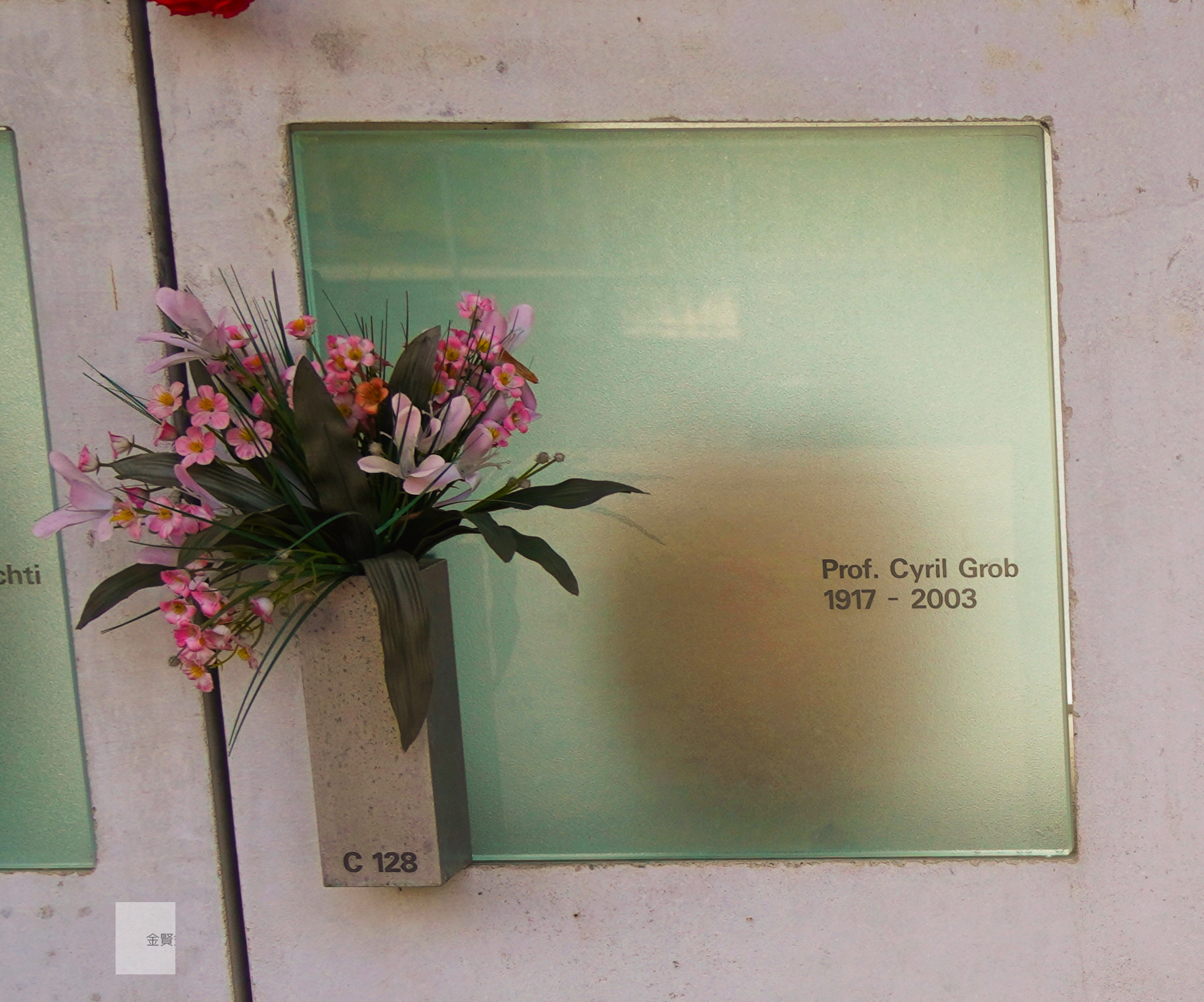
Urnengrab auf dem Friedhof am Hörnli in Riehen

Cyril Grobs Eltern waren Schweizer. Nach dem Schulbesuch nahm er ein Chemiestudium an der ETH Zürich auf, wo er 1943 mit der Arbeit Herstellung künstlicher Komplexantigene der Steroidreihe promoviert wurde. Sein Doktorvater war Leopold Ruzicka.
Anschließend wechselte er nach Basel zu Tadeus Reichstein, dessen Nachfolge er 1960 antrat. Nachdem er sich zunächst mit der Naturstoffchemie befasst hatte, wandte er sich in den 1950er-Jahren der Untersuchung von Mechanismen organisch-chemischer Reaktionen zu. Dabei untersuchte er konstitutionell und stereochemisch den Reaktionstyp der heterolytischen Fragmentierung, die heute als Grob-Fragmentierung seinen Namen trägt. Ein anderer Schwerpunkt seiner Forschungen war der induktive Effekt. Grob wurde 1987 emeritiert.